# John Findlay (politico da Nova Zelândia)
Sir John George Findlay  (21 de outubro de 1862 - 7 de dezembro de 1929) foi um político neozelandês do Partido Liberal, e foi um ministro do Gabinete de 1906 a 1911.

## Vida e família
Nascido em Dunedin em 1862, Findlay formou-se na Universidade de Otago com bacharelado em Direito em 1886 e LLD em 1893.
Ele e sua mulher Josephine tiveram três filhos: Wilfred, James e Ian.